# Organisation non gouvernementale de développement
Une Organisation non gouvernementale de développement est une organisation non gouvernementale (ONG) dont l'activité humanitaire se situe plus dans le long terme qu'une ONG classique (ou d'aide d'urgence).